# Coppa Intercontinentale 1981 (pallacanestro)
La Coppa intercontinentale di pallacanestro del 1981 si è giocata in Brasile, a San Paolo, ed è stata vinta dal Real Madrid.

## Risultati

### Primo turno

#### Gruppo A
|    | Squadra                  | G | V | P | PF  | PS  | Dif | P.ti |
| -- | ------------------------ | - | - | - | --- | --- | --- | ---- |
| 1. | Real Madrid              | 4 | 4 | 0 | 416 | 360 | +56 | 8    |
| 2. | Sírio                    | 4 | 3 | 1 | 435 | 369 | +66 | 7    |
| 3. | Clemson Tigers           | 4 | 2 | 2 | 416 | 406 | +10 | 6    |
| 4. | Bayi Rockets             | 4 | 1 | 3 | 352 | 429 | -77 | 5    |
| 5. | Guaiqueríes de Margarita | 4 | 0 | 3 | 397 | 452 | -55 | 4    |

#### Gruppo B
|    | Squadra                 | G | V | P | PF  | PS  | Dif  | P.ti |
| -- | ----------------------- | - | - | - | --- | --- | ---- | ---- |
| 1. | Franca                  | 4 | 4 | 0 | 365 | 306 | +59  | 8    |
| 2. | Club Ferro Carril Oeste | 4 | 3 | 1 | 363 | 320 | +43  | 7    |
| 3. | St. Kilda Saints        | 4 | 2 | 2 | 387 | 361 | +26  | 6    |
| 4. | Maccabi Tel Aviv        | 4 | 1 | 3 | 372 | 348 | +24  | 5    |
| 5. | ASFA Dakar              | 4 | 0 | 4 | 235 | 387 | -152 | 4    |

### Girone finale
|    | Squadra                 | G | V | P | PF  | PS  | Dif  | P.ti |
| -- | ----------------------- | - | - | - | --- | --- | ---- | ---- |
| 1. | Real Madrid             | 5 | 5 | 0 | 561 | 460 | +101 | 10   |
| 2. | Sírio                   | 5 | 4 | 1 | 484 | 458 | +26  | 9    |
| 3. | Clemson Tigers          | 5 | 3 | 2 | 507 | 506 | +1   | 8    |
| 4. | Franca                  | 5 | 2 | 3 | 411 | 441 | -30  | 7    |
| 5. | Club Ferro Carril Oeste | 5 | 1 | 4 | 464 | 490 | -26  | 6    |
| 6. | St. Kilda Saints        | 5 | 0 | 5 | 487 | 559 | -72  | 5    |

### Finale
| Squadra 1   | Risultato | Squadra 2 |
| ----------- | --------- | --------- |
| Real Madrid | 109 - 83  | Sírio     |

| Coppa Intercontinentale 1981 |
| ---------------------------- |
| Real Madrid 4º titolo        |

## Formazione vincitrice
| N° | Naz.                   | Ruolo | Sportivo                       |  | Alt. |  |
| -- | ---------------------- | ----- | ------------------------------ |  | ---- |  |
| 4  | Spagna (bandiera)      | AP    | Wayne Brabender                |  |      |  |
| 5  | Spagna (bandiera)      | A     | José Luis Díaz Vázquez         |  |      |  |
| 6  | Spagna (bandiera)      | C     | Fernando Romay                 |  |      |  |
| 7  | Spagna (bandiera)      | P     | José Luis Llorente             |  |      |  |
| 8  | Stati Uniti (bandiera) | AG    | Steve Malovic                  |  |      |  |
| 9  | Spagna (bandiera)      | A     | Óscar Luis Peña                |  |      |  |
| 10 | Spagna (bandiera)      | AC    | Fernando Martín                |  |      |  |
| 11 | Spagna (bandiera)      | P     | Juan Antonio Corbalán          |  |      |  |
| 12 | Spagna (bandiera)      | C     | Rafael Rullán                  |  |      |  |
| 13 | Spagna (bandiera)      | AG    | Guillermo Hernangómez Heredero |  |      |  |
| 14 | Spagna (bandiera)      | AG    | Juan Manuel López Iturriaga    |  |      |  |
| 15 | Jugoslavia (bandiera)  | G     | Mirza Delibašić                |  |      |  |
|    | Spagna (bandiera)      | All.  | Lolo Sainz                     |  |      |  |